# Nuarchus halius
Nuarchus halius is een hydroïdpoliep uit de familie Olindiasidae. De poliep komt uit het geslacht Nuarchus. Nuarchus halius werd in 1912 voor het eerst wetenschappelijk beschreven door Bigelow. 